# Холи Холм
Холи Рене Холм (на английски: Holly Rene Holm), наричана Дъщерята на проповедника, е американска спортистка – ММА боец, кикбоксьорка и боксьорка.

## Спортна кариера

### ММА
Състезава се в шампионата по смесени бойни изкуства UFC. Тя е бивша световна шампионка на UFC в категория „петел“ за жени.

### Бокс
Холм е бивша професионална боксьорка. Тя е многократна световна шампионка по бокс, защитила титлата си 18 пъти в 3 теглови категории, както и двукратен „Боксьор на годината“ на списание „Ring“ (2005, 2006).
Класирана е на 10-то място във вечната ранглиста за най-добра професионална боксьорка от BoxRec. Заема място № 3 в класацията на UFC за жени, категория „петел“ към 8 юли 2019 г..

### Кикбокс
Холм е бивша професионална кикбоксьорка.